# Angels : L'Alliance des anges
 (juillet 2020).
- Si vous ne connaissez pas le sujet, laissez ce bandeau (vous pouvez alors contacter les auteurs).
- Si vous supprimez le contenu mis en cause (vous pouvez préalablement contacter les auteurs),

argumentez précisément cette suppression dans la page de discussion
(un manque de référence n'est pas un argument ; une recherche réelle de référence doit avoir été effectuée, être formellement documentée).
Angels : L'Alliance des anges (Angel's Friends) est une série télévisée d'animation italienne adaptée de la bande-dessinée homonyme et créée par Simona Ferri en 2009.
En France, elle était diffusée sur TéléTOON+. Un téléfilm, Angels, le film (Angel's Friends : Tra sogno e realtà), a été diffusé le 23 avril 2011.

## Synopsis
Le jour de ses 15 années-étoiles, Raf, apprentie ange vivant sur Angie Town, la cité des anges, est envoyée sur Terre. Sur le chemin du départ, elle rencontre Urié, son amie de toujours. Elles discutent et se confient leurs impressions sur ce qui les attend, jusqu'à ce que Raf doive franchir seule le portail devant la conduire sur Terre. Elle tombe maladroitement lors de son atterrissage et manque de se faire écraser par un camion.
En rentrant dans son école, Raf fait la connaissance d'Arkan, son professeur qui lui enseigne les devoirs d'un ange et lui confie un humain de 15 ans, Romain, qu'elle doit surveiller et empêcher de tomber dans la « tentation ». Malheureusement, elle perd son premier défi contre Sulfus, qui obtient le droit d'influencer Romain, son humain attitré. De retour dans sa chambre, Raf retrouve Urié et fait la connaissance de Dolce et de Miki, une redoublante. Face aux démons, elles devront tout faire contre eux.
Une idylle nait entre Raf et Sulfus. Mais leur amour est interdit, car il serait considéré comme un sacrilège. Raf et Sulfus pourront-ils donc continuer à s'aimer ?

### Saison 1
Quatre démons et quatre anges sont envoyés sur Terre pour suivre une formation qui devrait les conduire à terme à devenir des anges et des démons gardiens. Pour ce faire, ils doivent assister aux cours dans l’aile d'une école où les humains ne viennent pas. Chacun des quatre couples formés par un ange et un démon reçoivent un être humain. Anges et démons doivent donc apprendre à communiquer avec les humains et pour les guider ou les tromper dans leur vie quotidienne, sans jamais les toucher. Sulfus, un démon et Raf, un ange, tombent amoureux, mais sont sujets à des difficultés causées par Reïna, un être impartial et ange déchu et Malachaï, son fidèle serviteur.
Reïna, ayant elle-même commit un sacrilège, a été condamnée par les hautes sphères à vivre dans les limbes pour l'éternité. Seul un autre sacrilège pourra la libérer de ses chaînes... La saison se termine par une série d'évènements importants, dont la révélation des véritables origines de Raf ainsi qu'un combat final face à Reïna. Mais il reste encore quelques mystères à élucider...

### Saison 2
De retour à l'école pour une nouvelle année, les anges et démons se retrouvent avec de nouveaux humains, de nouveaux directeurs, de nouvelles règles et surtout de nouveaux pouvoirs. De nouveaux ennemis redoutables liés à la mère de Raf apparaissent également...
La seconde saison se termine par un terrible et éprouvant combat entre les élèves de l'académie d'or et leurs deux mystérieux ennemis ainsi que de surprenantes révélations soulevants des questions qui resteront malheureusement sans réponse !
N'ayant pas de Saison 3, la série finit sur un cliffhanger.

## Fiche technique
- Titre original : Angel's Friends
- Titre français : Angels : L'Alliance des anges
- Réalisation : Orlando Corradi
- Création, direction artistique et supervision du scénario : Simona Ferri
- Scénario : Francesco Arlanch, Francesco Balletta
- Supervision artistique : Fabrizio Margaria
- Conception des personnages : Igor Chimisso
- Décors : Ugo Murgia
- Couleurs : Maria Cristina Costa
- Montage : Mino Ciciriello
- Musique : Danilo Mernardi, Guiseppe Zanca
- Sociétés de production : Mondo TV, Play Entertainment, Reti Televisive Italiane
- Nombre d'épisodes : 104 (2 saisons)
- Durée : 13 minutes
- Dates de première diffusion :  Italie : 12 octobre 2009 (Italia 1) ;  France : ? (TéléTOON+)

## Distribution

### Voix originales
- Patrizia Mottola : Raf Bianca
- Benedetta Ponticelli : Urié Ferrari
- Francesca Bielli : Dolce Strozzi
- Marcella Silvestri : Miki Haruno
- Antonio Paiola : Arkhan Vadaca
- Simone D'Andrea : Sulfus Di Lorenzo
- Emanuela Pacotto : Kabalé Volpe
- Maddalena Vadacca : Cabria Martini
- Luca Bottale : Gas Giordano

### Voix françaises
- Geneviève Doang : Raf Bianca
- Jessica Barrier : Urié Ferrari
- Jennifer Fauveau : Dolce Strozzi
- Gwenaëlle Jegou : Miki Haruno
- Hervé Grull : Sulfus Di Lorenzo
- Nathalie Bienaimé : Cabria Martini
- Alice Taurand : Kabale Volpe
- Brice Ournac : Gas Giordano
- Rémi Caillebot : Arthur Locatelli, Matteo Caruso, Zebl
- Olivia Nicosia : Blue
- Laurence Charpentier : Cassidy
- Vincent Ropion : Kubrall
- Laëtitia Lefebvre : Helen, Tall Spheres, Temptel
- Arnaud Laurent : Tyco
- Taric Mehani : Terence
- Gilbert Lévy : Gnosis
- Virginie Ledieu : Omnia
- Cécile d'Orlando : Scarlett
- Valérie Even : Reina
- Érik Colin : Malachaï
- Hervé Caradec : Arkhan
- Donald Reignoux : Gabriel
- Sarah Marot : Misha
- Anouck Hautbois : Urié Ferrari (voix de remplacement pendant la saison 2)

#### Version française
- Studio de doublage : Sonoparc (saison 1) puis Dulcinéa (saison 2[1])
- Direction artistique : Erik Colin (saison 1) puis Julie Elmaleh (saison 2)
- Adaptation : Nathalie Castellani, Christine Colin-Milko

## Personnages

### Les anges

#### Raf Bianca
L'héroïne de la série est une adolescente de 15 ans. Elle est gentille, vive, intelligente et romantique. Elle aime confier ses pensées à son journal intime. Elle a de longs cheveux blonds platines avec une mèche rouge, des yeux bleus et une petite couette sur un côté de la tête. Elle porte du vernis à ongle bleu. Ses ailes et son auréole sont bleues. Elle porte un débardeur qui laisse voir son nombril, un short et des bottes à talons aiguille. Elle est la leader de son groupe d’amis. Sa mascotte est Cox, une coccinelle. Ses pouvoirs incluent la télépathie, la vitesse, les clochettes, émettant une lueur bienveillante et puissante, les flammes (cela vient de l'amour de Sulfus) ainsi que le pouvoir de la pierre, étant en réalité un bouclier. Bien que puissant, ce pouvoir l'affaiblit beaucoup. Raf possède aussi le pouvoir du prisme comme ses amies. Elle possède également un pouvoir supplémentaire, plus puissant que tous : l'étoile des anges. En réalité ce pouvoir lui vient de sa mère, il vit dans son cœur et ne s'active que lorsque les personnes qu'elle aime le plus au monde sont en danger (comme sa mère, ses amis et en particulier Sulfus). Malheureusement ce pouvoir est incontrôlable. Son essence chromatique est le bleu turquoise. On apprend dans la saison 1 qu'elle est en réalité née humaine.
Son humain est initialement Romain et son rival, Sulfus, dont elle tombera amoureuse au cours de la première saison ; les professeurs l'ayant remarqué, décident alors de l’éloigner du démon et la change d’humain et de rival. Elle protégera désormais les jumelles, Zoé et Léa et devra empêcher son rival, Gas, de les tenter.
Elle découvre grâce à Reïna qu’elle est née humaine. Son père biologique, qui mourra en se sacrifiant pour elle, est Malachaï, le fidèle serviteur de Reïna et sa mère est Angélie. Elle est retenue prisonnière dans un sommeil artificiel par Kubral et Cassidy, les directeurs de l’école dans la saison 2. Dans la deuxième saison, son humain est Daniel.
Raf aime vraiment Sulfus et elle sait à quel point ce dernier tient à elle.

#### Urié Ferrari
Urié a 15 ans tout comme Raf. Elle est amicale, bienveillante (un peu moins à l'égard de Raf dans la saison 2 à cause de sa jalousie mais elle se réconcilieront plus tard), déterminée et dynamique. Elle a une véritable passion pour la photographie et possède un capteur de rêve qui peut prendre des photos d’objets réels ou de rêves. Ses cheveux châtains et frisés sont relevés en cinq sections à l'aide de chouchous bleus. Ses yeux sont violets et sa couleur de peau est mixte due à son métissage. Son vernis à ongle est de couleur bleue, comme celui de Raf. Ses ailes et son auréole sont jaunes clair. Elle porte un haut jaune au-dessus du nombril, à manches longues et bouffantes décoré d'une fleur ainsi qu'une jupe courte jaune. Dans la deuxième saison, Urié devient jalouse de Raf et souhaite prendre sa place au sein du groupe. Sa mascotte est Lumpo, une luciole. Ses pouvoirs sont initialement : les fleurs, la métamorphose en animal ou encore l'eau. Son essence chromatique est le jaune. Son humaine est Julia dans la saison 1, puis Sara dans la saison 2 et sa rivale est Cabria.

#### Dolce Strozzi-Costello (Sweeten anglais)
Elle est ingénue et généreuse. Elle adore la mode et les sucreries. Elle a les cheveux roses et épais et les yeux bleu gris. Sa peau est blanche et bronzée. Ses ailles et son auréole sont roses. Elle porte un haut sans manche, une veste sans manche qui laissent voir son nombril et des manches qui ne sont pas reliées au haut, tous dans un camaïeu de rose. Dolce porte également un pantacourt dans les mêmes tons et des escarpins. Elle a toujours des boucles d'oreilles bleues en forme de cœur, un collier assorti et un bandeau. Dolce n'est pas très intelligente mais ses amies se montrent très patientes envers elle et sont toujours là pour lui expliquer. Ainsi, elle a en quelque sorte un rôle de "petite sœur" au sein du groupe. Sa mascotte est Papilla, un papillon. Ses pouvoirs sont liés à l'audio-visuel et son essence chromatique est le rose. Son adversaire est Kabale. Dans la première saison, son humain est Arthur et dans la deuxième Liu.
Dans la saison 2, elle tombe amoureuse du meilleur ami de son humaine, Alexandre, ce qui est formellement prohibé. Cela lui jouera des tours, car elle devra garder ce secret quitte à mentir à ses amies...

#### Miki Haruno
Miki est une ange ayant redoublé sa première année, on peut donc supposer qu'elle a un an ou quelques mois de plus que ses amis. Elle est drôle, positive, déterminée et intelligente, mais aussi un peu paresseuse concernant les études. Miki a les yeux en amandes bleus, les cheveux bleus également attachés en tresse sur le côté. Sa peau est pâle, légèrement jaune. Miki est d'origine asiatique. Ses ailes et son auréole sont jaune foncé. Elle porte un sweat bleu à motif "sticker" (lié à son pouvoir) au-dessus d'un tee-shirt du même coloris et un pantalon blanc évasé. Miki ne partage pas les mêmes liens que Raf, Dolce et Urié (surtout dans la première saison) mais cela ne semble pas la déranger. Sa mascotte est une libellule appelée Lulla. Ses pouvoirs sont les stickers et les écrans. Son essence chromatique est le vert. Son rival est Gas avec qui elle s'entend bien et qu'elle aime taquiner, même elle refuse de l'admettre. Ses humaines sont d'abord les jumelles Zoé et Léa, puis Katrina.

#### Abel et Mabel Azzuro
Abel et Mabel Azzuro sont deux jumelles, membres de l'armée angélique, elles apparaissent pour la première fois lorsque la nouvelle bataille entre Cassidy et Kubral est sur le point de commencer. Elles sont défiées dans le Tournoi de la lumière et des ténèbres par Miki et Gas et plus tard se battent également dans le défi du groupe.

#### Tyco
Tyco est un ange qui a vécu dans la civilisation aztèque. Il ressemble beaucoup à Raf, il est comme sa version masculine. Il est amoureux de son rival diabolique, Sai, bien que dans le passé il ait essayé de le nier et de le cacher. Après avoir commis un sacrilège en embrassant Sai, il est expulsé du monde angélique. Tyco est inébranlable et persévérant, ne reculant devant rien pour vaincre son adversaire tout aussi déterminé, Sai. Comme Raf, il a une personnalité têtue et un tempérament court, se mettant en colère et attaquant Sai quand elle a proposé qu'ils arrêtent de se battre.
Comme tous les anges, Tyco a un sens inné de la responsabilité de suivre les règles et de garder les terrestres, comme on le voit quand il rejette Sai. Contrairement à Sai, Tyco était initialement capable de nier ses sentiments envers son adversaire. Cependant, l'amour qu'il éprouve pour Sai est assez fort pour surmonter ses convictions et comme Raf, il cède finalement à ses émotions. Tyco apparaît pour la première fois dans l'épisode huit d'Angel's Friends. Arkhan et Temptel se rendent dans les archives de la bibliothèque pour découvrir ce qui se passerait lorsqu'un ange et un démon tomberaient amoureux. Malachaï, qui a été envoyée par Reina déguisée en bibliothécaire, leur tend un livre qui raconte la légende de l'ange Tyco et du diable Sai. Selon la légende, Tyco et Sai étaient des ennemis qui se battaient constamment mais étaient si bien assortis qu'aucun ne pouvait vaincre l'autre. Ils sont finalement tombés amoureux et se sont embrassés, commettant un sacrilège qui a détruit la civilisation dans laquelle ils vivaient.
Dans l'épisode treize, après que Sulfus et Raf soient tombés dans un piège tendu par Reina dans lequel ils sont transportés dans un endroit mystérieux à travers la salle de défi, ils se heurtent à un labyrinthe qui contient des fresques illustrant l'histoire de Tyco et Sai. Raf note que l'ange et le diable ressemblent à elle-même et à Sulfus, ce à quoi Sulfus n'est pas d'accord et répond qu'elle seule ressemble à Tyco en raison de leur couleur de cheveux similaire. Les mêmes peintures murales réapparaissent dans l'épisode quatorze.
Dans l'épisode vingt-cinq, Raf et Sulfus tombent dans un autre piège de Reina ; cette fois, l'Orb of Destiny les renvoie dans le temps dans une forêt tropicale humide de la civilisation aztèque. Raf et Sulfus rencontrent Tyco et Sai, qui se livrent tous deux à un combat intense, bien que les anciens Ange et Diable soient incapables de les voir. Sai demande à Tyco combien de temps a-t-il l'intention de la combattre, ce à quoi il répond qu'il se battra jusqu'à ce qu'il la batte. Sai lui dit qu'il ne triomphera jamais d'elle et admet qu'elle ne vaincra jamais Tyco, rendant leur lutte inutile. Tyco repousse Sai, lui disant qu'ils doivent se battre parce qu'il est un ange et elle un diable. Sai répond en lui disant qu'ils n'ont pas à se battre s'ils ne le veulent pas et qu'elle sait qu'ils ne veulent pas continuer à se battre.
Tyco utilise alors Cuspus Wing contre Sai, lui blessant le bras avec l'une de ses flèches, ce qu'il regrette immédiatement. Lorsque Tyco s'approche d'elle, Sai lui dit qu'elle va bien, mais que sa douleur est ailleurs. Tyco lui demande pourquoi elle ne s'est pas défendue, ce à quoi Sai répond qu'elle ne veut plus le combattre. Elle lui dit qu'il a le choix de mettre fin à leur combat, mais Tyco insiste sur le fait qu'ils doivent suivre les règles de l'univers. Sai décide que si elle ne peut pas le convaincre, elle l'évitera simplement et prendra la fuite. Tyco l'appelle, disant à Sai qu'elle ne peut pas échapper à leur devoir et la suit.
Alors qu'il la poursuit, Sai dit à Tyco de s'en aller et de la laisser en paix, ce à quoi Tyco répond qu'elle est un diable qui ne veut pas la paix et veut seulement pousser les terrestres sur le mauvais chemin s'il ne l'était pas là pour l'arrêter. Sai accuse Tyco de ne se soucier que des terrestres et non de leurs sentiments ou de leur attirance les uns pour les autres. Tyco lui dit qu'il aimerait pouvoir changer les choses, incitant Sai à s'éloigner de lui encore plus rapidement.
Tyco et Sai atterrissent au milieu de la ville, découvrant qu'ils sont devenus visibles pour les terrestres. Sai dit que la raison pour laquelle ils sont devenus visibles est qu'ils sont différents des autres anges et démons, transformés par leur amour les uns pour les autres. Tyco le nie cependant et utilise Cuspus Wing pour attaquer Sai, mais les flèches manquent et tombent autour d'elle. Sai dit à Tyco qu'elle savait qu'il n'avait pas le courage de lui faire du mal et il admet qu'il ne veut plus la combattre. Tyco dit qu'il ne niera plus ce qu'il ressent pour Sai et bien qu'ils sachent que ce qu'ils font est mal, ils brisent le VETO et partagent un baiser.
Dans l'épisode vingt-sept, le baiser de Tyco et Sai entraîne le premier sacrilège. La terre commence à trembler et les oiseaux et les terrestres paniquent alors que les bâtiments commencent à s'effondrer. Tyco et Sai réalisent tous deux que ce qu'ils ont fait est sacrilège. Le tremblement de terre détruit la ville où ils se trouvaient, s'effondrant dans la gorge.

#### Gabi De iero (Gabriel en VF)
Gabi De iero est un ange gardien qui a déjà terminé son stage. Il est rappelé sur Terre par Arkhan afin de contrôler Raf et de s'assurer qu'elle reste à l'écart de Sulfus, sous prétexte de se faire passer pour son tuteur.

#### Arcangelo Silvestri
Arcangelo Silvestri est membre de l'armée angélique, il apparaît pour la première fois alors que la nouvelle bataille entre Cassidy et Kubral est sur le point de commencer. Il est défié dans le Tournoi de la Lumière et des Ténèbres par Kabale et plus tard se bat également dans le défi du Groupe. 

#### Tyrone D'Andrea
Tyrone D'Andrea est membre de l' armée angélique, il apparaît pour la première fois alors que la nouvelle bataille entre Cassidy et Kubral est sur le point de commencer. Il ne combat que dans le défi Groupe du Tournoi de la Lumière et des Ténèbres.

#### Terence Mottola
Terence Mottola est le professeur des anges en le Sunny College. Il enseigne "Human Acting" et "Human Interaction". Dans la saison 2, il est le professeur de projection et de personnification des anges et aide également au gymnase avec Scarlett. Sulfus le voit comme un rival dans le film "L'école du Soleil" et dans la saison 2 car il a peur de perdre Raf face à Terence.

#### Arkhan Vadaca (ou Professeur Arkhan)
Arkhan Vadaca est le professeur, en première année, des Anges dans la première saison. Il a été le premier enseignant à être présenté. Arkhan est un professeur strict et sévère mais se montre souvent bienveillant et attentionné envers les anges notamment Raf. Il semble savoir beaucoup de choses comme la légende de Reïna ou encore le passé de Raf.

#### Omnia Ponticelli
Omnia Ponticelli est l'une des maîtresses des anges dans la saison 2. Elle était baby-sitter à Angie Town et enseigne maintenant l'histoire et la géographie angéliques à la Golden School.

### Les démons

#### Sulfus Di Lorenzo
Adolescent de 16 ans (dans la première saison), il est têtu, téméraire, sulfureux, fougueux, impulsif, déterminé et loyal. Il aime conduire et entretenir sa moto. Sulfus a le teint blafard et une étoile rouge entoure l'un de ses yeux jaunes. Ses cheveux sont noir jais. Ses cornes et ses ailes sont rouges. Il porte un haut gris anthracite orné de bandes argentées et rouges et des baskets. Son pantalon, dans les mêmes coloris, est resserré au niveau des genoux puis plus large. Sulfus est naturellement le leader de son groupe d'amis démons. Sa mascotte est un serpent, Basilico. Ses pouvoirs sont basés sur la force et le feu. Son essence chromatique est le rouge. Il est initialement l'adversaire de Raf, dont il tombera ensuite amoureux. Il est prêt à tout pour protéger Raf et se soucie profondément de son bien-être. Il devient cependant l'adversaire de Miki durant le milieu de la saison 1. Dans la première saison, son humain est Romain et dans la deuxième, Daniel. Au départ, lorsqu'il brise le Veto avec Raf, il eut des sentiments mitigés entre l'admiration et la haine envers l'ange, quitte à devenir quelque peu nerveux (épisodes 2 à 4 de la saison 1). Cependant, il développe un amour sincère envers Raf et apprend à l'accepter. Sulfus a tendance à devenir jaloux quand Gabriel et plus tard Terence s'approchent de Raf. Dans l'épisode 26 de la saison 1, Sulfus confronte Raf en lui demandant si en réalité, elle ne faisait que jouer avec ses sentiments depuis le début. À sa grande surprise, Raf lui rétorque qu'elle est vraiment amoureuse de lui mais refuse de l'embrasser pour le prouver. À la suite d'un combat émotionnel qui est devenu progressivement physique et que Raf se retrouve grièvement blessée, Sulfus supplie désespérément en larmes la jeune fille de se réveiller. Il réussit à la réveiller grâce à son pouvoir de guérison (obtenu par sa volonté de protéger Raf), s'excuse auprès d'elle et finit par l'embrasser.

#### Kabalé Volpe
Kabale a le même âge que ses amis. Elle est très proche de Sulfus (il se pourrait d'ailleurs qu'elle soit amoureuse de ce dernier) et Cabria. Elle est malicieuse, fougueuse et impulsive mais a également le sens de l'amitié et peut se montrer attentionnée. Elle aime fabriquer des potions et utiliser des sorts. Elle adore provoquer les anges mais éprouve finalement une certaine sympathie envers Dolce, son adversaire. Ses cornes et ses ailes sont pourpre. Son teint est livide, ses yeux sont jaunes et ses cheveux violets et courts. Elle a une mèche rouge et des boucles d'oreilles en formes de tête de mort grises. Elle porte un haut sans manche, une jupe courte, des collants et des bottines à talons dans les tons pourpres et violets. Sa mascotte est Nosferatu, une chauve-souris. Ses pouvoirs sont basés sur la métamorphose. Son essence chromatique est le violet. Son adversaire est Dolce. Dans la première saison, son humain est Arthur et dans la deuxième, Liu.

#### Cabria Martini
Cabria est élégante, raffinée, calculatrice et intelligente. Elle aime la mode. Ses cheveux sont longs et noir jais avec deux mèches grises de part et d'autre. Ses yeux sont rouges et son teint est pâle. Elle a les ailes et les cornes rose framboise. Elle porte un haut et un pantalon violets, des bottes noires, des boucles d'oreilles violettes également et d'autres bijoux de couleur argentée. Elle est la meilleure amie de Kabale et sa mascotte est une araignée, Aracno. Ses pouvoirs concernent l'obscurité, l'illusion et l'hypnose. Son essence chromatique est le bleu. Dans la première saison, son humain est Julia et dans la deuxième, Sara. Sa rivale est Urié.

#### Gas Sanctis
Gas est paresseux, drôle et parfois lent d'esprit. Il est aussi extrêmement gourmand. Il est amoureux de son professeur, Temptel. Il est pâle, roux et obèse. Ses cornes et ses ailes sont bleu foncé. Il porte un tee-shirt lilas aux manches à l'effet déchiré et avec une inscription "emofrog" (grenouille style emo) ainsi qu'un jean classique et des baskets. Il possède des piercings au niveau des oreilles. Gas porte ses lunettes de soleil en permanence, on peut cependant apercevoir ses yeux, de couleur bleue soutenue de temps à autre. L'homologue de Miki est, tout comme cette dernière, parfois à l'écart du groupe de démons protagonistes. Batros, sa mascotte est une grenouille. Ses pouvoirs sont basés sur le magnétisme, le métal et la pierre. Son essence chromatique est l'orange. Gas est le rival de Miki et devient ensuite celui de Raf durant le milieu de la saison 1. Dans la première saison, ses humains sont deux jumelles : Giulia et Elena (Zoé et Léa en VF). Dans la deuxième, Katerina (Catherine en VF). Plus honnête que Miki, sa présence ne semble pas le déranger et il est établi à plusieurs reprises qu’il l’apprécie, malgré leurs disputes occasionnelles et leur différence d’espèce.  

#### Misha Ruggiero
Misha Ruggiero est une démone gardienne qui a déjà terminé son stage d'études. Elle est rappelée sur Terre par Temptel afin de contrôler Sulfus et de s'assurer qu'il reste à l'écart de Raf. Ayant terminé ses études, Misha est consciente qu'elle est plus expérimentée que Sulfus et ses amis, encore étudiants, et possède plus de savoir. Elle est souvent arrogante envers eux et les surnomme "les enfants", tout en leur rappelant qu'ils ont encore beaucoup à apprendre. 
Néanmoins, elle fait de son mieux pour bien s'entendre avec Sulfus, la plupart du temps sans succès à cause du comportement impulsif de celui-ci. Misha semble être attirée par l'ange gardien Gabriel, si ce n'est qu'elle l'apprécie tout simplement, car il est plus sympathique que les autres anges qu'elle a connu ; dans l'épisode où elle le rencontre pour la première fois, elle dit même le trouver "magnifique".

#### Professeur Temptel
Temptel est la professeur en première année des démons dans la première saison. Elle est la deuxième enseignante introduite dans la série. Ses élèves l'apprécient et la respectent, dont Gas qui est amoureux d'elle. Elle et le professeur Arkhan, malgré leur différence d'espèce, s'entendent bien et font souvent équipe ensemble (généralement pour aider Raf et Sulfus). Elle a une personnalité calme, sarcastique et malicieuse, bien qu'elle soit plutôt sérieuse la plupart du temps.
Temptel apparait une brève seconde dans le premier épisode, mais on ne l'entend parler qu'au deuxième épisode.

#### Gnosis
Gnosis est l'un des maîtres des démons de la saison 2. Il enseigne actuellement l'Histoire Diabolique, la Littérature et la Géographie à la Golden School.

#### Deimos et Phobos
Deimos et Phobos sont deux jumeaux, membres de l'Armée Diabolique, ils apparaissent pour la première fois alors que la nouvelle bataille entre Cassidy et Kubral est sur le point de commencer. Ils sont défiés dans le Tournoi de la Lumière et des Ténèbres par Dolce et Cabria et se battent plus tard également dans le défi du Groupe. 

#### Miguel
Miguel est membre de l'armée diabolique, il apparaît pour la première fois alors que la nouvelle bataille entre Cassidy et Kubral est sur le point de commencer. Il est défié dans le Tournoi de la Lumière et des Ténèbres par Urie et plus tard se bat également dans le défi du Groupe. 

#### Sai
Sai est un diable qui a vécu dans la civilisation aztèque. Elle ressemble beaucoup à Sulfus, bien qu'il s'agisse d'une femme. Elle est amoureuse de son ange rival, Tyco, et contrairement à lui, elle n'a pas peur de montrer son amour. Après avoir commis un sacrilège en embrassant Tyco, elle a été expulsée du monde diabolique. On sait peu de choses sur la personnalité de Sai, puisqu'elle est un personnage mineur. Elle est prête à enfreindre les règles qui n'ont aucun sens pour elle. Elle semble courageuse et forte. En tant que démon, on lui apprend à ne pas montrer ses émotions, mais elle enfreint cette règle. Elle verse des larmes lorsqu'elle est forcée de se séparer de Tyco. Sai est vue pour la première fois dans l'épisode « Who Sows Wind, Reaps a Storm » dans un livre que Malachai, déguisé en bibliothécaire, donne à Arkhan et Temptel : son histoire avec Tyco y est révélée. Après des années de combats, ils sont tombés amoureux et ont fini par s'embrasser. Leur baiser sacrilège a détruit la civilisation dans laquelle ils vivaient.
Pour la deuxième fois, Tyco et Sai sont vus par Raf et Sulfus dans le Labyrinthe du Minotaure, représentés sur les fresques sur les murs.
Leurs débuts officiels se font dans l'épisode Le Piège du Temps. Alors que Raf et Sulfus sont envoyés par Reina dans la forêt tropicale, ils voient Tyco et Sai se battre. Le combat continue dans le prochain épisode Two Couples, a Destiny. Raf et Sulfus finissent par les reconnaître, comme ils les ont déjà vus dans le Labyrinthe du Minotaure. Tyco attaque Sai avec son pouvoir Radius ala, auquel Sai s'échappe en utilisant son Achille ala. Raf veut leur parler, afin d'apprendre la raison pour laquelle elle et Sulfus sont coincés là-bas. Il s'avère que Tyco et Sai sont invisibles pour Raf et Sulfus. Raf est presque blessé par les attaques au feu de Sai, qui visent Tyco. Tyco se défend. Après cela, Sai en a assez de se battre. Elle demande à Tyco quel est l'intérêt de se battre. Il répond qu'il suivrait les règles de l'univers et l'attaque à nouveau. Cette fois, Sai tente d'échapper à ses attaques, mais n'utilise aucun pouvoir et finit par être blessé. Tyco est maintenant inquiet et se dirige vers Sai, lui demandant pourquoi elle ne s'est pas protégée. Sai lui dit qu'elle est fatiguée de se battre, et quand Tyco mentionne à nouveau les règles de l'univers, elle s'envole, le laissant seul. Tyco la suit et parvient finalement à lui parler à nouveau. Sai lui dit de la laisser en paix et Tyco répond qu'en tant que démon, c'est elle qui ne veut pas la paix et s'il n'était pas là pour l'arrêter, elle ferait faire de mauvaises choses aux terrestres. Sai répond que les terrestres ne sont pas tout ce qui compte pour elle. Elle demande à Tyco s'il se soucie de leurs sentiments et si tout cela compte pour lui. Après que Tyco ait dit qu'il souhaitait pouvoir changer les choses, mais qu'il ne pouvait rien faire, Sai frustré s'envole à nouveau. Elle atterrit en ville et Tyco parvient enfin à la rattraper. Il est révélé qu'ils sont visibles pour les humains, car leurs sentiments les ont changés. Sai dit à Tyco que s'il souhaite la combattre et suivre les règles, elle le respectera, mais elle refuse de se battre et de se protéger. Tyco l'attaque à nouveau avec des flèches et Sai reste debout sans rien faire. Tyco ne veut pas la blesser et reflète simplement les flèches, admettant finalement ses sentiments et embrassant Sai. Peu de temps après le baiser, il y a un tremblement de terre. Dans le film, Tyco raconte l'histoire tragique de lui et de Sai. Après leur baiser, ils ont été expulsés de leurs armées respectives. Ils voulaient juste s'aimer, mais leur nature même les empêchait de s'aimer librement. Ils ont finalement trouvé une solution - Marcher sur le Chemin de la Métamorphose afin de quitter leurs formes éternelles et devenir humains. Bien qu'ils aient parcouru tout le chemin, ils ont finalement échoué et ont été forcés de se séparer. Tyco revint, laissant Sai seul sur le chemin. Ils ont échangé leurs mascottes, en souvenir de leur amour. Le caméléon de Tyco Fulmina est resté avec Sai.

#### Zebel Barbossa
Zebel Barbossa était un démon qui vivait à la fin du XIXe siècle et était le diable gardien de Malachaï, se disputant son âme contre Reina. Zebel avait un corps similaire à Gas. Il avait la peau pâle, les cheveux noirs courts et hérissés, ressemblant au type de cheveux utilisés par les membres d'un groupe de rock and roll, et les yeux rouges. Il avait une cicatrice noire sur son œil droit. Zebel portait une chemise rouge avec des manches déchirées et des imprimés blancs de versions diaboliques de la tragédie et des masques d'humour, deux bandes noires et des brassards noirs et rouges sur chaque bras. Il portait également un pantalon gris avec des imprimés de flammes noires et des chaussures blanches et noires. Il avait un collier gris avec de nombreuses breloques en forme de triangle qui menaient à une seconde breloque en forme de crâne jaune clair. Ses cornes et ses ailes étaient rouge pâle. Comme un diable normal, Zebel était le diable rival irritant typique qui aimait taquiner son adversaire chaque fois qu'il remportait le défi avec son humain respectif. Cependant il respectait aussi beaucoup le VETO et quand Reina a essayé de forcer Malachaï à l'aimer, il n'a pas tardé à la juger. Zebel a été chargé de tenter l'âme de Malachaï et, comme beaucoup d'autres démons, il a eu des hauts et des bas face à son ange rival, Reina. Cependant, après la disparition d'Angelie et la décision de Malachaï d'exclure tout le monde de sa vie, à l'exception de sa petite fille, les choses ont changé pour de bon aux côtés de Zebel. Le diable a réussi à tenter une fois après l'autre l'alchimiste, laissant Reina désespérée. Après avoir réussi à mener Malachaï sur le mauvais chemin une fois de plus, Zebel célèbre sa victoire et taquine Reina en disant que leur humain n'est qu'une mauvaise graine et que ce n'était qu'une question de temps avant que Malachaï ne montre son véritable potentiel avec des potions.
Il apparaît ensuite peu de temps après que Reina ait empoisonné Malachaï avec sa propre potion d'amour afin de le faire tomber amoureux d'elle, après que son rival lui ait demandé ce qu'il faisait là, il a répondu que son septième sens lui avait dit que quelque chose n'allait pas et il est donc venu à Chèque.
Venant finalement à la réalisation de ce qu'était le plan de Reina, Zebel a essayé de persuader Reina de ne pas faire une telle chose car ce serait un sacrilège mais n'a pas réussi à le faire.
Utilisant les mauvaises méthodes, le diable a attaqué son rival mais a de nouveau échoué.
Zebel est vue pour la dernière fois en train d'essayer d'empêcher Reina d'entrer dans la salle des portraits, lui disant que si elle y va, elle ne pourra pas revenir.

#### Scarlett Willbur
Scarlett Willbur est la maîtresse des démons du Sunny College. Elle enseigne "Human Acting" et "Human Interaction". Dans la saison 2, elle est le professeur de projection et de personnification des diables et aide également au gymnase avec Terence.

### Antagonistes

#### Kubral
Kubral est l'un des principaux antagonistes de la saison 2. Il est l'un des kidnappeurs d'Angelie et était le général de l'armée diabolique. Il a ensuite été expulsé de ce rôle parce qu'il était contre le VETO car cela signifierait la fin de la guerre. Il est également l'un des nouveaux professeurs de la deuxième année de la Golden School. Comme son ennemi tout aussi déterminé Cassidy, il est ambitieux et impitoyable. Cependant, contrairement à elle, il ne peut pas rester calme et a du mal à contrôler sa colère. Kubral est arrogant, méchant et cruel, capable de faire les choses les plus méchantes pour réaliser ses ambitions. Kubral était un général de l'armée diabolique. Son armée a remporté de nombreuses batailles contre Cassidy, mais a également été vaincue à plusieurs reprises. Leur bataille décisive serait lorsque la comète du destin passera. Après cela, l'armée perdante ferait disparaître son espèce pour toujours. Cependant la Balance du VETO a été créée et elle a empêché toute guerre future. Cassidy et Kubral étaient opposés à la trêve. Kubral est le nouveau professeur principal des démons. Pendant le cours d'histoire et de géographie, les élèves apprennent que leurs professeurs étaient d'anciens généraux de leurs armées respectives.
Kubral et Cassidy travaillent ensemble afin de détruire la Balance du VETO et de continuer leur guerre. Ils gardent Angelie, la mère de Raf et font chanter Sulfus pour qu'il suive leurs ordres afin de ne pas la blesser. Ils lui disent d'ignorer Raf, puis de recommencer à lui montrer de l'affection et à la fin d'embrasser Sweet. Leur objectif est que Raf ressente à la fois l'amour et la haine. Lorsque la moitié humaine et la moitié éternelle ressentent l'amour et la haine en même temps, leur cœur bat d'un seul battement de cœur, ce qui provoque une vibration discordante, ce qui est l'un des moyens de les conduire à l'emplacement de la Balance du VETO. Sulfus nie avoir embrassé Sweet et ils l'emprisonnent et à partir de ses cheveux ils créent Sulfus Clone. Le clone embrasse Sweet devant Raf, alors elle libère la vibration discordante qui conduit Kubral et Cassidy à l'emplacement de Libra. Le clone disparaît à cause des vibrations.
Raf et Sulfus, avec leurs amis, parviennent à trouver les deux moitiés de la carte qui montre l'emplacement de la Balance et au fur et à mesure qu'ils les assemblent, la carte se transforme en une porte. Raf et Sulfus entrent et Cassidy et Kubral leur ont déjà tendu un piège. Sulfus est torturé devant Raf par eux et aussi Blu essaie de le tuer et en raison de ses intenses émotions d'inquiétude, de tristesse et de peur, elle libère son étoile angélique et l'énergie est si puissante qu'elle détruit la Balance du VETO
Cassidy et Kubral sont libres d'avoir leur bataille décisive, mais Raf et Sulfus les défient, essayant de prendre leur place. Kubral proteste et essaie même de blesser Raf et Sulfus, mais Cassidy lui rappelle que les règles le permettent. Cassidy décide de respecter les règles et Kubral accepte, car ils savent tous les deux que les étudiants sont trop faibles pour les vaincre. Les deux généraux sont autorisés à établir les règles, donc Raf et Sulfus doivent d'abord vaincre les gardes d'honneur afin de les combattre. Avec l'aide de leurs amis, Raf et Sulfus battent les gardes d'honneur et sont capables de se battre contre Kubral et Cassidy. Lors de la bataille finale, Cassidy enchaîne Raf et Sulfus et Kubral les électrocute. Alors qu'ils pensent que Raf et Sulfus sont vaincus et qu'ils peuvent continuer leur guerre, une lumière est créée par l'étreinte de Raf et Sulfus et elle entre en collision avec la comète du destin. La comète change de direction et Cassidy et Kubral se rendent compte que leur guerre tant attendue n'aura pas lieu. Cependant, ils décident que même si la comète est partie, rien n'empêchera leur guerre et ordonnera à leurs guerriers de se battre. Les guerriers, cependant, refusent. À la fin, ils se rendent compte qu'ils ont perdu leurs pouvoirs et qu'ils ne sont plus des généraux suprêmes. Ils sont arrêtés pour les crimes qu'ils ont commis.     

#### Blue ou Princesse Blue
Blue est l'un des antagonistes de la saison 2. Elle travaille pour Cassidy et Kubral afin d'obtenir une clé mystérieuse qui à la fin de la saison libère Reina de sa prison dans les limbes.
Alors qu'il travaillait pour Cassidy et Kubral, Blu tombe amoureuse de Sulfus mais plus tard, il utilise ses sentiments pour s'échapper de la prison qu'il est. En colère, Blu promet de se venger.
À la fin de la saison, lorsqu'elle libère Reina, Blu est appelée Princess Blu par l'un des gardes de la porte des limbes. 

#### Cassidy Reynosa
Cassidy est l'un des principaux antagonistes de la saison 2. Elle est l'un des ravisseurs d'Angelie et était le général de l'armée angélique. Elle a ensuite été expulsée de ce rôle parce qu'elle était contre le VETO car cela signifierait la fin de la guerre. Elle est également l'une des nouvelles enseignantes de la deuxième année de la Golden School. Cassidy était l'un des généraux qui a dirigé l'armée angélique dans la guerre des mille siècles. Il n'y a pas eu de vainqueur officiel. Les anges gagneraient une bataille, mais dans la bataille suivante, les démons seraient ceux qui seraient victorieux. C'était la comète du destin qui déciderait du vainqueur éventuel et du perdant qui disparaîtrait à jamais. L'armée perdante ferait disparaître leur espèce pour toujours.
Afin de provoquer une nouvelle guerre, Cassidy et Kubral ont accepté de kidnapper Angelie - et c'est Cassidy qui a donné l'idée. Avec l'enlèvement d'Angelie, les anges et les démons se reprocheraient sa disparition et ce serait une bonne raison de déclencher une guerre. Juste avant la fin de la bataille décisive, la balance du VETO a été créée. Cela a provoqué le retrait des forces angéliques et diaboliques, empêchant ainsi toute guerre future et maintenant l'équilibre entre le bien et le mal. Cassidy et Kubral se sont cependant opposés à la trêve, en raison de leurs ambitions.
Deux siècles plus tard, Cassidy et Kubral deviennent les directeurs de l'école Golden et utilisent leur position pour atteindre leur objectif - détruire le VETO et recommencer la guerre.
La Balance du VETO est située dans un endroit inconnu des anges et des démons. Seule une vibration discordante conduirait au Temple du VETO, où se trouve la Balance. Une vibration discordante est causée lorsqu'un cœur d'être mi-humain et mi-éternel bat en un seul battement de cœur, ressentant de l'amour et de la haine en même temps. Depuis que Raf est né humain, ils l'utilisent pour leurs projets. Ils menacent Sulfus d'obéir à leurs ordres, lui disant qu'ils blesseraient Angelie s'il ne le faisait pas. Sulfus est obligé d'ignorer Raf et de jouer avec ses sentiments. Plus tard, il est forcé de reconquérir son cœur. Cassidy et Kubral essaient de forcer Sulfus à embrasser Sweet, ce qui échoue, alors ils l'emprisonnent et à partir de ses cheveux, ils font son clone. Le clone utilise le poison des basilics pour faire halluciner Sweet et penser qu'il est Alexander, le terrestre qu'elle aime. Le clone parvient à l'embrasser devant Raf. Raf ressent à la fois de l'amour et de la haine lorsqu'elle les voit, provoquant une vibration discordante qui conduit Cassidy et Kubral à la Balance du VETO.
Entre-temps, les anges et les démons parviennent à trouver les deux moitiés de la carte qui montre l'emplacement de la Balance. Ils les rejoignent et ils se transforment en une porte. Raf et Sulfus entrent par la porte et sont piégés par Cassidy, Kubral et Blue. Raf est piégé dans un verre, tandis que Blue essaie de tuer Sulfus devant elle. Plus tard, Cassidy et Kubral torturent Sulfus devant Raf, alors Raf libérera son étoile angélique qui est assez forte pour briser les murs, mais aussi détruire la balance du VETO. Après avoir réussi leur plan de destruction de la Balance, ils sont libres de recommencer la guerre.
Les étudiants anges et démons trouvent un moyen d'empêcher la guerre - Ils défient Cassidy et Kubral afin de les remplacer. Cassidy et Kubral acceptent de respecter les règles. Plus tard, dans le dernier défi, Cassidy enchaîne Raf et Sulfus et Kubral les électrocute. Alors que Raf et Sulfus tombent faibles et inconscients, ils décident qu'il est enfin temps de reprendre leur combat. Alors que tout semble terminé, Raf et Sulfus avec leur étreinte produisent une lumière qui frappe la comète du destin, provoquant le changement de direction de la comète et l'équilibre est à nouveau rétabli. Les forces diaboliques et angéliques refusent de se battre et Cassidy et Kubral perdent leur titre de généraux suprêmes. Ils sont rétrogradés et arrêtés pour avoir tenté de briser l'équilibre universel.

#### Reina
Reina est le principal antagoniste de la saison 1. Elle était autrefois un ange, mais après avoir commis un sacrilège, elle est devenue neutre et a été envoyée dans les limbes où elle est prisonnière depuis des siècles. L'histoire de Reina commence à la fin des années 1800, c'était un ange qui faisait sa première étape au Château d'Or à Paris. Son diable rival était Zebel et l'humain qui leur était assigné était Malachai, le père de Raf.
Reina semblait toujours gagner le défi car son humain travaillait pour le bien de l'humanité, mais après que sa femme, Angelie, ait mystérieusement disparu, Reina a vu son cœur humain devenir sombre et égoïste. Après cela, Zebel a commencé à remporter tous les défis.
Reina était tombée amoureuse de Malachai et était désespérée par le fait qu'il ne recommencerait plus jamais à faire de bonnes actions. Pensant que si elle utilisait un de ses philtres d'amour sur lui, alors il tomberait amoureux d'elle et redeviendrait bon.
L'Ange a mis une goutte d'un philtre d'amour dans le vin de Malachaï, dès qu'il l'a bu, il s'est évanoui. Reina a couru vers lui et l'a réveillé mais la potion n'a pas fait effet, Malachai ne l'aimait toujours pas et ne la connaissait pas. Zebel s'est présenté en disant que son septième sens lui avait dit que quelque chose n'allait pas avec son humain, comprenant ce que Reina avait fait à leur humain, il a grondé l'ange et lui a dit que les potions d'amour ne fonctionnent qu'avec quelqu'un qui est déjà amoureux et Malachaï avait a cessé d'aimer quand sa femme a disparu.
Ne voulant toujours pas renoncer à faire sienne Malachai pour toujours, Reina se retransforma en un éternel devant Malachai, ce qui était interdit, et s'envola vers le Château d'Or afin de saisir le portrait de Malachai. Zebel a essayé de l'arrêter, lui disant que Malachaï ne l'aimerait pas seulement, il deviendrait son esclave pour toujours et que c'était un sacrilège mais Reina ne l'a pas écouté. Après s'être battue contre Zebel et s'être débarrassée de lui, Reina s'est envolée vers la salle des portraits. Une fois de plus, Zebel a essayé de l'arrêter, mais elle était bien trop déterminée à revenir en arrière. Elle entra dans la salle des portraits et enleva le portrait de Malachai, lui faisant perdre son libre arbitre et devenir son esclave.
Le sacrilège était si grand que la vague du sacrilège a détruit tout le Château d'Or. Reina a été expulsée des anges, elle a essayé de rejoindre les diables mais le sacrilège qu'elle a commis était bien trop grand même pour un diable. Les hautes et basses sphères ont puni Reina et l'ont enfermée dans les limbes avec des chaînes, un masque couvrant son visage. Malachai est devenu son esclave pour toujours.

### Humains Protagonistes

#### Ginevra Montovani (Juliaen VF)
Julia est une jeune fille de 14 ans, avec de longs cheveux roux et des yeux verts. Elle porte des habits ordinaires, un serre-tête et des boucles d'oreilles jaunes. Au niveau de sa personnalité, elle est gentille, intelligente, sensible, sympathique et généreuse bien qu’il lui arrive de commettre certaines erreurs. Elle est en couple avec Romain. Elle est la protégée d’Urie et Cabria.

#### Andrea di Angelo (Romainen VF)
Romain est un jeune garçon de 14 ans. Il a les cheveux blonds et les yeux brun, et porte un tee-shirt vert et un jean bleu. C’est également un garçon farceur, sympathique et amusant. Il est le petit ami de Julia. Initialement, ce sont Raf et Sulfus qui le tentent et le protègent.  

#### Matteo Caruso
Matteo est un adolescent sympathique, calme, franc, décontracté et intelligent bien que solitaire. Physiquement, c’est un garçon assez grand aux yeux bleus et aux cheveux bleu foncé. Il est musclé et porte des habits et accessoires de types heavy metal. Contre toute attente et malgré son caractère discret, les jumelles Zoé et Lea deviendront rapidement ses amies (probablement ses premières amies à l’école). Il semblerait qu’il soit amoureux de Zoé, mais il n'arrive pas à le lui dire. Initialement, Miki est son ange-gardien.  

#### Giulia et Elena Mancini (Zoé et Leaen VF)
Giulia et Elena sont des sœurs jumelles extrêmement riches qui, lors de leur première apparition, viennent d'être transférées en ville. Gentilles et douces, elles doutent néanmoins toujours de leur entourage : en effet, dans toutes les écoles qu’elles ont fréquentées, les élèves cherchaient à devenir leur ami uniquement par intérêt. Ces expériences les ont poussées à ne rester qu’entre elles. 
Touchées par la sincérité de Matteo, elles deviennent rapidement ses amis et finissent par avoir toutes les deux le béguin pour Matteo. Elles sont initialement protégées et tentées par miki et Gas, sauf que Raf commet un sacrilège et en est punie, ce qui fait qu’elle sera leur ange. Finalement, Miki devient leur ange gardien définitif.

#### Edoardo Locatelli (Arthuren VF)
Edoardo est le protégé de Dolce et Kabale durant la saison 1. Arthur est un jeune adolescent de petite taille avec les cheveux blonds divisés en une frange et qui a de grands yeux bruns blasés. Il porte une chemise bleue à longues manches, un gilet beige, une cravate rouge et un pantalon gris. Il aime les jeux d'argent (ce qui lui causera une dispute avec Carlo) et profite de la fortune que ses parents possèdent pour y dépenser son argent. Il entretient d'ailleurs une mauvaise relation avec son père qui ne lui accorde que très peu d'attention en raison de son travail. Il deviendra durant un temps le rival de Romain, car ils sont tous les deux amoureux de Julia.

#### Carlo Rinaldi (Charlesen VF)
Carlo est un ami d'Arthur. C’est un garçon enrobé aux cheveux bruns en bataille et aux yeux bleu clair. Il provient d’une famille avec des difficultés financières. Cherchant à aider celle-ci, il joue toutes les économies de son père au poker, mais perd l’argent. Masqué, il décide de reprendre cet argent et agressera Arthur, mais celui-ci aura vite connaissance de l’identité de son assaillant ; il voudra se venger. Finalement, les deux amis réussiront tout de même à se réconcilier.  

#### Alessandro Rivolta (Alexandreen VF)
Alessandro est le meilleur ami et l'intérêt amoureux de Liu, il est aussi l'intérêt amoureux de Dolce bien qu'il ne l'ait jamais vue auparavant quand Dolce l'a vu c'était le coup de foudre même si elle savait qu'il était interdit une romance entre un ange et un humain. Alessandro ne retourne pas les sentiments de sa meilleur amie et est plutôt amoureux de Giorgia, une amie de Liu.

#### Giorgia de Luca (Gloriaen VF)
Giorgia est l'amie de Liu et l'amoureuse d'Alessandro, elle devient plus tard sa petite amie. Elle renvoie également ses sentiments et demande parfois des conseils à Liu, mais la plupart du temps, elle obtient une réponse négative ou de fausses informations sur les sentiments d'Alessandro à son égard.

#### Caterina Leone (Catherineen VF)
Caterina est l'humaine assignée à Miki et Gas dans la saison 2. Elle a une grande famille, ses parents sont divorcés et ont épousé d'autres personnes mais ils vivent tous ensemble dans la même maison. Elle est la fille unique du mariage de ses parents mais elle a un frère et une sœur du second mariage de son père et deux sœurs et deux frères du second mariage de sa mère. Le deuxième frère cadet de Caterina s'appelle Milo et est le seul qui apparaît réellement au fil des épisodes de la saison. 

#### Milo Leone
Milo est l'un des nombreux frères et sœurs plus jeunes de Caterina, il est le seul qui apparaît parmi les épisodes de la saison 2. Milo est le troisième enfant de la mère de Caterina avec son deuxième mari. 

#### Mirko Spinelli
Mirko est le rival de Daniele pendant toute la saison 2. Il continue de lancer des défis à Daniele juste pour prouver qu'il est toujours meilleur que lui du fait que, contrairement à Daniele, il est riche et populaire.

#### Daniele Constantini (Danielen VF)
Est l'humain assignée à Raf et Sulfus dans la saison 2. C'est un garçon humble et peu riche, il aide son père dans leur garage automobile, il a deux grands frères qui sont des gangsters et qui vendent de la drogue, son père espère qu'il ne sera pas comme eux, il a une rivalité avec Mirko.

#### Sara J. Morello (Sarah Jen VF)
Sara est l'humaine assignée à Urie et Cabiria dans la saison 2. C'est une fille assidue et sérieuse quand il s'agit de l'école, mais au fond d'elle, tout ce qu'elle veut, c'est être une fille normale, qui sort avec ses amis et s'amuse.
Elle joue du piano tous les jours et a une mère sévère qui n'arrête pas de lui dire qu'elle doit être la meilleure de toutes dans les concerts de piano et ne la laisse pas s'amuser avec ses amis, ce qui amène parfois Sara J à se sentir prête à désobéir à ses ordres. Elle a une certaine rivalité avec William mais parfois on dirait qu'elle a le béguin pour lui. 

#### Guillaume Rabucco (Williamen VF)
Guillaume est le nouvel élève de la Golden School, il est instantanément devenu le rival de Sara J car il a les mêmes notes aiguës et est aussi populaire qu'elle. Cependant, William semble aimer Sara J. 

#### Amy Russo (Amyen VF)
Amy est un personnage mineur, elle est amie avec Sara J et joue dans l'équipe de volley-ball de la Golden School mais elle n'est pas très bonne dans ce domaine, ce qui fait que la plupart du temps, elle ne peut pas jouer aux jeux. 

#### Giacomo Ravello (Thomasen VF)
Giacomo est le meilleur ami d'Andrea. Il est constamment victime d'intimidation à l'école par les Bully Boyz et même s'il essaie généralement de se dresser contre eux, cela ne fonctionne jamais. Il est aussi un chuchoteur de chien.

#### Lily Badiola (Liuen VF)
Lily est l'humain assigné à Dolce et Kabale dans la saison 2. Elle est amoureuse de son meilleur ami Alessandro mais elle n'a jamais eu le courage de lui dire, cependant Alessandro ne la voit que comme son amie et est amoureuse de Giorgia, une amie de Liù. De ce fait, Liù a tendance à être facilement tenté par Kabale et fait presque tout pour séparer Alessandro de Giorgia.

#### Serena Piccolo (Serenaen VF)
Serena est l'amour de Daniele. Elle est très populaire à l'école et à l'extérieur, elle reçoit tous les jours des invitations de garçons et adore aller dans des restaurants chers, c'est pourquoi Daniele pense qu'il n'a aucune chance avec elle. Serena semble cependant montrer un certain intérêt pour Daniele lorsqu'elle lui dit qu'elle attendait qu'il l'invite depuis le début de l'année scolaire. 

#### The Bad Girlz
The Bad Girlz est un groupe de filles composé de Federica Lakhdari , Annalisa Correia et Fabiana Castellani, trois filles qui suivent toujours la mode actuelle. Elles sont superficielles, méchantes et aiment se moquer d'autres filles comme Ginevra, Sara J, Caterina, Giulia et Elena. On ne sait pas qui est qui dans le groupe.

#### The Bully Boyz
The Bully Boyz est un groupe de garçons composé de Dario Perreira, Valerio Médina et Paolo Nissolino, trois garçons tyrans qui s'amusent à intimider les autres et à semer le désordre. On ne sait pas qui est qui dans le groupe.

#### Niccolo Rossi
Niccolo est le garçon le plus populaire de l'école, il est en couple avec Annalisa, il aime impressionner les gens et mettre sa casquette à l'envers afin de jouer au caïd. Tout le monde, y compris ceux qui l'envient éprouve de la sympathie et parfois de l'admiration à son égard.

## Lieux

### La cité des anges
C'est la ville où les Anges habitent. Elle est très semblable à la ville terrestre : en effet elle contient des magasins, des écoles, des hôpitaux et des musées, transfigurés cependant en clé angélique et ils se trouvent suspendus en ciel sur les nuages[Quoi ?]. Elle est contrôlée par les Hautes Sphères.

### La cité du soufre
C'est la ville où les Démons habitent. Il y règne le chaos et une odeur de soufre. Elle se trouvent dans les entrailles de la Terre. Elle est contrôlée par les Basses Sphères.

### L'académie d'or
C'est l'école où étudient les terriens, les Anges et les Démons. Elle se trouve dans la ville terrestre et c'est un bâtiment original et imposant, qui contient des pièces inconnues aux humains. Les anges et les démons ont chacun leur dortoir et leur salle de classe, mais aussi des pièces communes comme la cafétéria, la chambre des défis ou la salle du conseil de discipline.

## Épisodes

### Première saison (2009-2010)
1. Voler de ses propres ailes
2. Unies pour la vie
3. Le Défi de l’amitié
4. Le Secret de la vraie beauté
5. La Règle du jeu
6. Apprendre à protéger
7. Mensonge et vérité
8. On récolte ce que l’on sème
9. Un jour sur terre
10. Une drôle de punition…
11. Rendez-vous secret
12. Prisonniers de leurs cœurs
13. L’union fait la force
14. Anges et démons solidaires
15. Si près du but
16. Protection rapprochée
17. Jouer avec le feu
18. Les Grottes maudites
19. Pierres magiques et bêtes féroces
20. Tout semble perdu
21. Danger à l'horizon
22. Vingt-quatre heures
23. Le Tournoi de la chance
24. La Revanche des anges
25. Un nouveau piège
26. Le Pouvoir de l'amour
27. Sacrilège
28. Le Conseil de discipline
29. Le Jugement
30. La Dernière Chance
31. Sauver Raf et Sulfus
32. Rêve ou Réalité
33. La Revanche de Raf et Sulfus
34. La Légende de Reïna
35. Attention aux tentations
36. Un choix difficile
37. Solidarité et Honnêteté
38. Quel déguisement pour la fête ?
39. La Maison enchantée
40. Entre rêve et réalité
41. Face à face avec Reïna
42. Le Doute
43. En qui avoir confiance ?
44. Soif de vérité
45. Capable de tout
46. La Ruse de Reïna
47. Une guerre se prépare
48. Tous contre Reïna
49. Les Adieux à l'école
50. Qui est le père de Raf ?
51. L'Affrontement final
52. Naissance d'une étoile

### Deuxième saison (2010-2011)
La série a été renouvelée pour une deuxième saison, et a d'abord été diffusée en France avant l'Italie.
1. Un nouveau départ (partie 1)
2. Un nouveau départ (partie 2)
3. Alarme mise à terre (partie 1)
4. Alarme mise à terre (partie 2)
5. Le Meilleur Ami (partie 1)
6. Le Meilleur Ami (partie 2)
7. Magie de Miki et DJ Gas (partie 1)
8. Magie de Miki et DJ Gas (partie 2)
9. Stupide Vanité (partie 1)
10. Stupide Vanité (partie 2)
11. Un cours de géographie (partie 1)
12. Un cours de géographie (partie 2)
13. Bataille au Colisée (partie 1)
14. Bataille au Colisée (partie 2)
15. Personne n'est parfait (partie 1)
16. Personne n'est parfait (partie 2)
17. Le Prisonnier (partie 1)
18. Le Prisonnier (partie 2)
19. Projection de groupe (partie 1)
20. Projection de groupe (partie 2)
21. Le Château de Gorth (partie 1)
22. Le Château de Gorth (partie 2)
23. Amour et Haine (partie 1)
24. Amour et Haine (partie 2)
25. Danse du printemps (partie 1)
26. Danse du printemps (partie 2)
27. Vibrations dissonantes (partie 1)
28. Vibrations dissonantes (partie 2)
29. Coupable et Innocent (partie 1)
30. Coupable et Innocent (partie 2)
31. La Preuve d'amitié (partie 1)
32. La Preuve d'amitié (partie 2)
33. Amies pour la vie (Partie 1)
34. Amies pour la vie (partie 2)
35. Réunion secrète (partie 1)
36. Réunion secrète (partie 2)
37. Mission impossible (partie 1)
38. Mission impossible (partie 2)
39. En territoire ennemi (partie 1)
40. En territoire ennemi (partie 2)
41. Apocalypse (partie 1)
42. Apocalypse (partie 2)
43. Un terrible enjeu (partie 1)
44. Un terrible enjeu (partie 2)
45. Frères d'armes (partie 1)
46. Frères d'armes (partie 2)
47. L'Unique Espoir (partie 1)
48. L'Unique Espoir (partie 2)
49. L'union fait la force (partie 1)
50. L'union fait la force (partie 2)
51. La Balance universelle (partie 1)
52. La Balance universelle (partie 2)

## Diffusion
| Pays            | Chaine                              |
| --------------- | ----------------------------------- |
| Albanie         | Bang Bang                           |
| Italie          | Italia 1, Boing                     |
| Espagne         | Cartoon Network, Telecinco          |
| France          | Télétoon+                           |
| Israël          | Canal De Los Ninos                  |
| États-Unis      | Retro Television Network, NBC Plus  |
| Grèce           | Star Channel                        |
| Pologne Turquie | TVN Style Kidz/Animez, Karamel TV   |
| Russie          | Teleteen, TV3, Obzor TV, Multimania |
| Portugal        | SIC K                               |

## Série dérivée
En 2016, Simona Ferri a un nouveau projet pour Angel's Friends, qui prend la forme d'une série télévisée intitulé DARKLY. Cette nouvelle série avec un univers beaucoup plus sombre est adapté pour un public plus âgé que le dessin animé. Il se déroule après que Raf et Sulfus aient décidé de devenir des humains et aient effacé leurs souvenirs. Elle sera co-produit par Play Entertainment et MAD ROCKET ENTERTAINMENT, à ce jour nous n'avons pas d'informations concernant sa sortie en Italie. Nous ignorons aujourd'hui si ce projet est encore d'actualité.